# Primus Classic
La Primus Classic (nota in precedenza come Grote Prijs Impanis-Van Petegem e Primus Classic Impanis-Van Petegem) è una corsa in linea di ciclismo su strada maschile che si disputa ogni settembre nella Provincia del Brabante Fiammingo, in Belgio.
Intitolata agli ex ciclisti Raymond Impanis e Peter Van Petegem, dal 2011 fa parte del calendario dell'UCI Europe Tour (gara di classe 1.2 nel 2011, 1.1 dal 2012 al 2014, 1.HC dal 2015) e dal 2014 prende il nome dallo sponsor, il birrificio Haacht, proprietario del marchio di birra Primus.

## Albo d'oro
Aggiornato all'edizione 2024.
| Anno                               | Vincitore                             | Secondo                               | Terzo                                 |
| Grote Prijs Impanis-Van Petegem    |                                       |                                       |                                       |
| ---------------------------------- | ------------------------------------- | ------------------------------------- | ------------------------------------- |
| 2011                               | Sander Cordeel                        | Maarten Craeghs                       | Kirill Pozdnjakov                     |
| 2012                               | André Greipel                         | Kevyn Ista                            | Kevin Peeters                         |
| 2013                               | Sep Vanmarcke                         | Pieter Weening                        | Jérôme Baugnies                       |
| Primus Classic Impanis-Van Petegem |                                       |                                       |                                       |
| 2014                               | Greg Van Avermaet                     | Tosh Van Der Sande                    | Michał Gołaś                          |
| 2015                               | Sean De Bie                           | Dimitri Claeys                        | Floris Gerts                          |
| 2016                               | Fernando Gaviria                      | Timothy Dupont                        | Maximiliano Richeze                   |
| Primus Classic                     |                                       |                                       |                                       |
| 2017                               | Matteo Trentin                        | Jempy Drucker                         | André Greipel                         |
| 2018                               | Taco van der Hoorn                    | Huub Duyn                             | Frederik Frison                       |
| 2019                               | Edward Theuns                         | Pascal Ackermann                      | Jasper De Buyst                       |
| 2020                               | annullata per la Pandemia di COVID-19 | annullata per la Pandemia di COVID-19 | annullata per la Pandemia di COVID-19 |
| 2021                               | Florian Sénéchal                      | Tosh Van Der Sande                    | Jasper Stuyven                        |
| 2022                               | Jordi Meeus                           | Arnaud Démare                         | Max Kanter                            |
| Super 8 Classic                    |                                       |                                       |                                       |
| 2023                               | Mathieu van der Poel                  | Anthony Turgis                        | Florian Vermeersch                    |
| 2024                               | Filippo Baroncini                     | Rick Pluimers                         | Rui Oliveira                          |